# 구매력
구매력(購買力, 영어: purchasing power)은 구입 비용에 상응하는 상품이나 용역의 가치에 대한 양이다. 줄여 말해, 상품과 용역을 살 수 있는 재력을 말한다. 애덤 스미스가 언급했듯이 돈은 다른 사람들에게 일을 시킬 수 있는 능력을 제공하기 때문에, 어느 정도는 구매력이 다른 사람들에게 힘이 되고, 어느 정도는 그 사람들이  그들의 노동이나 제품을 돈을 위해 교류할 의지가 있다는 것을 말해 준다.
소득은 그대로이지만 가격 수준이 올라가면, 해당 소득에 대한 구매력은 떨어진다. 인플레이션은 언제나 한 사람의 실제 소득에 대한 구매력을 떨어트리는 것은 아니다. 왜냐하면 한 사람의 소득이 인플레이션된 것보다 더 빠르게 상승할 수 있기 때문이다.
구매력에서 구매를 할 수 있는 자본 또는 자금을 C로 하고, 미래의 시간을 t로 놓으면 현재 가치를 구할 수 있는 공식은 다음과 같다:
{\displaystyle C_{t}=C(1+i)^{-t}\,={\frac {C}{(1+i)^{t}}}\,}
여기에서 i는 미래의 연간 인플레이션 비율이다.

## 소비구매력
소비자가 갖는 경제력인데 구매력을 소비의 수준으로 측정한 것. 소비구매력이 증가하여 경기가 좋아지면 수출경기, 투자 경기 등과 달라서 말단 소매상에 이르기까지 그 혜택을 받게 된다. 다시 말하면 구매력이란 화폐 단위의 구매재와 용역의 양이다. 미국 달러의 구매력은 물가지수의 역수(逆數)이다. 따라서 10년 동안에 물가가 2배가 되면 10년 전의 달러의 구매력은 절반으로 감소되는 셈이다.

## 같이 보기
- 구매력 평가 (PPP)
- 소비자 물가 지수 (CPI)
- 공정 거래
- 자유 무역